# Tensor napięć-energii
Tensor energii-pędu (zwany też tensorem napięć-energii) – tensor drugiego rzędu. Jest używany na przykład w ogólnej teorii względności, w której wchodzi w skład równań Einsteina i pełni rolę źródła zakrzywienia czasoprzestrzeni odczuwanego jako grawitacja.

## Definicja
W szczególnej i ogólnej teorii względności przyjmuje się następujące indeksowanie składowych tensora napięć-energii:
{\displaystyle 0} – indeks czasowy,
{\displaystyle 1,2,3} – indeksy przestrzenne.

### Definicja
Składowa {\displaystyle T^{ab},a,b=0,1,2,3} tensora napięć-energii jest równa składowej {\displaystyle a} strumienia wektora czteropędu przepływającego przez hiperpowierzchnię o stałej współrzędnej {\displaystyle x^{b}} w czasoprzestrzeni.

### Własność symetrii
Tensor napięć-energii w czterowymiarowej czasoprzestrzeni ma wymiary 4×4. Tensor napięć-energii jest w teorii względności symetryczny, tj.
{\displaystyle T^{\alpha \beta }=T^{\beta \alpha }.}
W teoriach alternatywnych, jak np. teoria Einsteina-Cartana tensor napięć-energii może nie być dokładnie symetryczny. W takich teoriach nie obowiązuje np. zasada zachowania spinu, choć obowiązuje zasada zachowania momentu pędu – spin może zamieniać się w orbitalny moment pędu i na odwrót. Przy symetrycznym tensorze napięć-energii spin i orbitalny moment pędu są zachowane.

### Przykład
Jeżeli mamy strumień cząstek w przestrzeni, to aby obliczyć składową {\displaystyle T^{ab}} w danym punkcie oblicza się sumę składowych {\displaystyle a} czterowektora pędu cząstek, które przechodzą przez mały element hiperpowierzchni prostopadłej do wektora bazowego odpowiadającego wymiarowi {\displaystyle b} i dzieli przez wielkość tej hiperpowierzchni.

## Sens fizyczny składowych tensora napięć-energii
(1) Składowa {\displaystyle T^{00}} tensora napięć-energii jest równa gęstości energii w pobliżu danego punktu.
(2) Składowe {\displaystyle T^{a,0}} oraz {\displaystyle T^{0,a},} gdzie {\displaystyle a=1,2,3} to gęstość pędu (pomnożona przez {\displaystyle c}) w pobliżu danego punktu (łączna wartość pędu w danym obszarze, dzielona przez objętość tego obszaru).
(3) Składowe {\displaystyle T^{a,b}} gdzie {\displaystyle a,b=1,2,3} tworzą tensor napięć (pojęcie analogiczne do tensora napięć znanego w technice):
a) składowe diagonalne tego tensora to ciśnienie,
b) składowe pozadiagonalne to naprężenie ścinające.

## Postać macierzowa tensora napięć-energii
Tensor napięć-energii jest tensorem drugiego rzędu, dlatego jego składowe można przedstawić w postaci macierzy 4×4:
{\displaystyle (T^{\mu \nu })_{\mu ,\nu =0,1,2,3}={\begin{pmatrix}T^{00}&T^{01}&T^{02}&T^{03}\\T^{10}&T^{11}&T^{12}&T^{13}\\T^{20}&T^{21}&T^{22}&T^{23}\\T^{30}&T^{31}&T^{32}&T^{33}\end{pmatrix}}}
lub też, identyfikując odpowiednie składowe z wielkościami fizycznymi
{\displaystyle (T^{\mu \nu })_{\mu ,\nu =0,1,2,3}={\begin{pmatrix}u&p^{x}&p^{y}&p^{z}\\p^{x}&P^{xx}&\sigma ^{xy}&\sigma ^{xz}\\p^{y}&\sigma ^{yx}&P^{yy}&\sigma ^{yz}\\p^{z}&\sigma ^{zx}&\sigma ^{zy}&P^{zz}\end{pmatrix}},}
gdzie:
{\displaystyle u} – gęstość energii,
{\displaystyle p^{x},p^{y},p^{z}} – składowe gęstości pędu (pomnożone przez {\displaystyle c}),
{\displaystyle P^{xx},P^{yy},P^{zz}} – ciśnienia,
{\displaystyle \sigma ^{xy},\sigma ^{xz},\sigma ^{yz}} – naprężenia ścinające.

## Przykłady tensora napięć-energii

### Cząstka izolowana
Dla cząstki izolowanej (nie oddziałującej z otoczeniem) o masie m, znajdującej się w położeniu {\displaystyle \mathbf {x} _{\text{p}}(t)} tensor napięć-energii ma postać:
{\displaystyle T^{\alpha \beta }(\mathbf {x} ,t)={\frac {m\,v^{\alpha }(t)v^{\beta }(t)}{\sqrt {1-(v/c)^{2}}}}\;\,\delta (\mathbf {x} -\mathbf {x} _{\text{p}}(t))={\frac {E}{c^{2}}}\;v^{\alpha }(t)v^{\beta }(t)\;\,\delta (\mathbf {x} -\mathbf {x} _{\text{p}}(t)),}
gdzie:
{\displaystyle (v^{\alpha })_{\alpha =0,1,2,3}} – składowe wektora prędkości (nie należy mylić z 4-wektorem prędkości, który dodatkowo zawiera czynnik {\displaystyle \gamma ={\frac {1}{\sqrt {1-(v/c)^{2}}}}}), tzn. {\displaystyle (v^{\alpha })_{\alpha =0,1,2,3}=\left(1,{\frac {d\mathbf {x} _{\text{p}}}{dt}}(t)\right),}
{\displaystyle \delta } – delta Diraca,
{\displaystyle E={\sqrt {p^{2}c^{2}+m^{2}c^{4}}}} – całkowita energia cząstki.

### Wiele cząstek punktowych
Dowolny rozkład materii/energii można otrzymać ze zbioru cząstek punktowych.
Dlatego tensor napięć-energii można wyrazić za pomocą sumy tensorów napięć-energii pojedynczych cząstek. Tensor ten dla pojedynczej cząstki ma postać
{\displaystyle T_{\alpha \beta }(\mathbf {x} ,t)=\gamma mv_{\alpha }v_{\beta },\quad \alpha ,\beta =0,1,2,3}
w położeniu, gdzie cząstka znajduje się aktualnie, zaś zero wszędzie indziej. Tensor ten zmienia się w ogólności w czasie, gdy zmienia się w czasie położenie i prędkość cząstki. Zmienna {\displaystyle v} jest wektorem prędkości, tj. równym pochodnej położenia cząstki względem czasu (nie czasu własnego)
{\displaystyle v=(c,dx/dt,dy/dt,dz/dt).}
Widać stąd, że wszystkie składowe tensora napięć-energii mają jednakowy wymiar {\displaystyle \mathrm {[kgm^{2}/s^{2}]=[J]} .}
Aby otrzymać tensor napięć-energii w przypadku zbioru wielu cząstek sumuje się tensory dla cząstek punktowych i dzieli przez objętość, jaką zajmuje zbiór cząstek – w ten sposób składowe tensora będą gęstościami pędu i ciśnienia, średnimi dla dyskretnego zbioru cząstek.
Element {\displaystyle T_{00}=\gamma mc^{2}} jest energią cząstki. Stąd, jeżeli dodamy energie wszystkich cząstek punktowych, to otrzymamy całkowitą energię.
Elementy {\displaystyle T_{i0}=\gamma mv_{i}c} oznaczają pędy cząstek w kierunki {\displaystyle i=1,2,3,} mnożone przez prędkość światła {\displaystyle c.} Stąd, jeżeli dodamy te elementy od wszystkich cząstek punktowych, to otrzymamy całkowity pęd w kierunku {\displaystyle i} mnożony przez prędkość światła {\displaystyle c,} czyli prędkość w kierunku osi czasu.
Podobnie, niediagonalne elementy {\displaystyle T_{ij}=\gamma mv_{i}v_{j}} dla zbioru cząstek dodane do siebie dają sumę pędów cząstek w kierunku {\displaystyle i} mnożonych przez ich prędkości w kierunku {\displaystyle j.}
Elementy diagonalne {\displaystyle T_{ii}=\gamma mv_{i}^{2}} wyglądają jak energie kinetyczne. W zbiorze cząstek chaotycznie poruszających się, jak np. w gazie, energia kinetyczna związana jest z ciśnieniem, dlatego elementy diagonalne odpowiadają za ciśnienie.

### Tensor napięć-energii płynu w równowadze
Dla płynu idealnego w równowadze termodynamicznej tensor napięć-energii ma prostą postać
{\displaystyle T^{\alpha \beta }=\left(\rho +{\frac {p}{c^{2}}}\right)u^{\alpha }u^{\beta }+pg^{\alpha \beta },}
gdzie:
{\displaystyle \rho } – gęstość masy-energii [kg/m³],
{\displaystyle p} – ciśnienie hydrostatyczne [Pa],
{\displaystyle u^{\alpha }} – czteroprędkość płynu,
{\displaystyle g^{\alpha \beta }} – odwrotny tensor metryczny.
Ślad tego tensora wynosi
{\displaystyle T=3p-\rho c^{2},}
a czteroprędkość spełnia równanie
{\displaystyle u^{\alpha }u^{\beta }g_{\alpha \beta }=-c^{2}.}
W układzie odniesienia poruszającym się z płynem, zwanym właściwym układem odniesienia, mamy
{\displaystyle (u^{\alpha })_{\alpha =0,1,2,3}=(1,0,0,0).}
Odwrotny tensor metryczny ma postać
{\displaystyle (g^{\alpha \beta })_{\alpha ,\beta =0,1,2,3}=\left({\begin{matrix}-c^{-2}&0&0&0\\0&1&0&0\\0&0&1&0\\0&0&0&1\end{matrix}}\right).}
Tensor napięć-energii jest diagonalny
{\displaystyle (T^{\alpha \beta })_{\alpha ,\beta =0,1,2,3}=\left({\begin{matrix}\rho &0&0&0\\0&p&0&0\\0&0&p&0\\0&0&0&p\end{matrix}}\right).}

### Elektromagnetyczny tensor napięć-energii
Tensor napięć-energii Hilberta dla pozbawionego źródeł pola elektromagnetycznego ma postać:
{\displaystyle T^{\mu \nu }={\frac {1}{\mu _{0}}}\left(F^{\mu \alpha }g_{\alpha \beta }F^{\nu \beta }-{\frac {1}{4}}g^{\mu \nu }F_{\delta \gamma }F^{\delta \gamma }\right),}
gdzie {\displaystyle F_{\mu \nu }} – tensor pola elektromagnetycznego.

### Pole skalarne
Tensor napięć-energii dla pola skalarnego {\displaystyle \phi } które jest rozwiązaniem równania Kleina-Gordona ma postać
{\displaystyle T^{\mu \nu }={\frac {\hbar ^{2}}{m}}(g^{\mu \alpha }g^{\nu \beta }+g^{\mu \beta }g^{\nu \alpha }-g^{\mu \nu }g^{\alpha \beta })\partial _{\alpha }{\overline {\phi }}\partial _{\beta }\phi -g^{\mu \nu }mc^{2}{\overline {\phi }}\phi .}
Gdy metryka jest płaska (metryka Minkowskiego), to otrzyma się:
{\displaystyle {\begin{aligned}T^{00}&={\frac {\hbar ^{2}}{mc^{4}}}\left(\partial _{0}{\overline {\phi }}\partial _{0}\phi +c^{2}\partial _{k}{\overline {\phi }}\partial _{k}\phi \right)+m{\overline {\phi }}\phi ,\\T^{0i}=T^{i0}&=-{\frac {\hbar ^{2}}{mc^{2}}}\left(\partial _{0}{\overline {\phi }}\partial _{i}\phi +\partial _{i}{\overline {\phi }}\partial _{0}\phi \right),\quad \mathrm {oraz} \\T^{ij}&={\frac {\hbar ^{2}}{m}}\left(\partial _{i}{\overline {\phi }}\partial _{j}\phi +\partial _{j}{\overline {\phi }}\partial _{i}\phi \right)-\delta _{ij}\left({\frac {\hbar ^{2}}{m}}\eta ^{\alpha \beta }\partial _{\alpha }{\overline {\phi }}\partial _{\beta }\phi +mc^{2}{\overline {\phi }}\phi \right).\end{aligned}}}

## Przybliżenie quasi-klasyczne
Uważa się, że najdokładniejszy opis oddziaływanie pola grawitacyjnego z materią da kwantowa teoria grawitacji, traktująca materię i pole grawitacyjne jako układy kwantowe. Nie istnieje jednak jak dotąd kwantowa teoria grawitacji, choć podejmowane są liczne próby jej sformułowania.
Pierwszym podejściem w tym kierunku jest tzw. przybliżenie quasi-klasyczne, które traktuje pole grawitacyjnie w sposób klasyczny, a materię kwantowo, tzn. modyfikuje się równania Einsteina do postaci
{\displaystyle R_{\mu \nu }-{\frac {1}{2}}g_{\mu \nu }R+\Lambda g_{\mu \nu }=-K\langle T_{\mu \nu }\rangle ,}
czyli:
- tensor pola grawitacyjnego (tensor Einsteina) pozostaje bez zmian,
- tensora energii-pędu materii zastępuje się przez średni statystyczne tensor energii-pędu {\displaystyle T_{\mu \nu }\to \langle T_{\mu \nu }\rangle ,}

przy czym średni statystyczna zależy od funkcji falowej określającej stan kwantowy materii.
Tensor energii pędu jest teraz określony przez gęstość energii i ciśnienie układu fizycznego
{\displaystyle \langle T_{\mu \nu }\rangle =(\epsilon +P)u_{\mu }u_{\nu }-g_{\mu \nu }P,}
gdzie {\displaystyle u} jest wektorem jednostkowym {\displaystyle u_{\mu }u^{\mu }=1,} {\displaystyle \epsilon } jest przestrzennym rozkładem energii, a {\displaystyle P} rozkładem ciśnienia.
Np. w płaskiej przestrzeni Minkowskiego {\displaystyle g_{\mu \nu }=\eta _{\mu \nu }={\text{diag}}(1,-1,-1,-1)} wektor jednostkowy {\displaystyle u^{\mu }=\{1,0,0,0\}} i tensor energii-pędu ma postać macierzową
{\displaystyle T_{\mu \nu }={\begin{bmatrix}\epsilon &0&0&0\\0&P&0&0\\0&0&P&0\\0&0&0&P\end{bmatrix}}.}
Aby rozwiązać równania Einsteina musi być podana pełna informacja o układzie fizycznym, dlatego trzeba zadać dodatkowo równanie stanu materii (EOS), określające zależność ciśnienia od gęstości materii
{\displaystyle P=P(\epsilon ).}